# أهل عبسي (حبيل جبر)

تعديل مصدري - تعديل

أهل عبسي هي إحدى قرى عزلة حبيل جبر بمديرية حبيل جبر التابعة لمحافظة لحج، بلغ تعداد سكانها 133 نسمة حسب تعداد اليمن لعام 2004.